# Rhathymoscelis dormei
Rhathymoscelis dormei är en skalbaggsart som beskrevs av Pierre Émile Gounelle 1910. Rhathymoscelis dormei ingår i släktet Rhathymoscelis och familjen långhorningar. Inga underarter finns listade i Catalogue of Life.